# 抄書吏

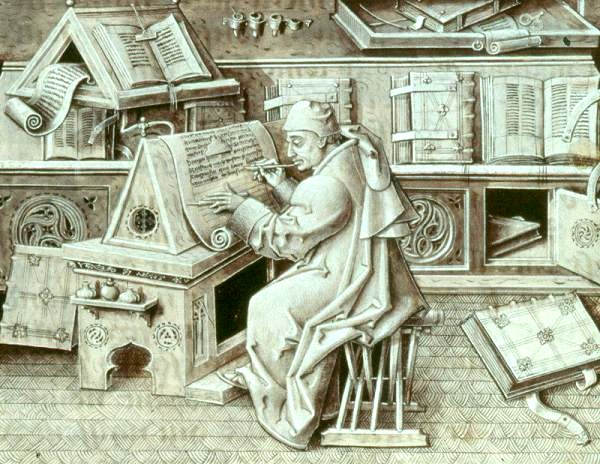
让·梅洛，一位欧洲作家、抄书吏

書吏又稱作抄寫員（英語：scribe），是古代一種專門為人紀錄事情或抄寫文本的職業。抄書吏的工作內容主要是抄寫書籍，其內容可能是宗教文本、虛構故事、學術文本或教誨文學。有時候抄書吏還必須負責秘書、行政等工作，诸如为君主、贵族、神庙、城市记录命令、管理商务。这项专业可以在所有文字社会中都有发现，但在印刷术到来时就失去了其重要性与地位。日后，这项专业演化为公务员、记者、会计、打字员与律师。在文化层次相对较低的社会里，抄书吏也会在街头为读者提供服务。

## 古埃及

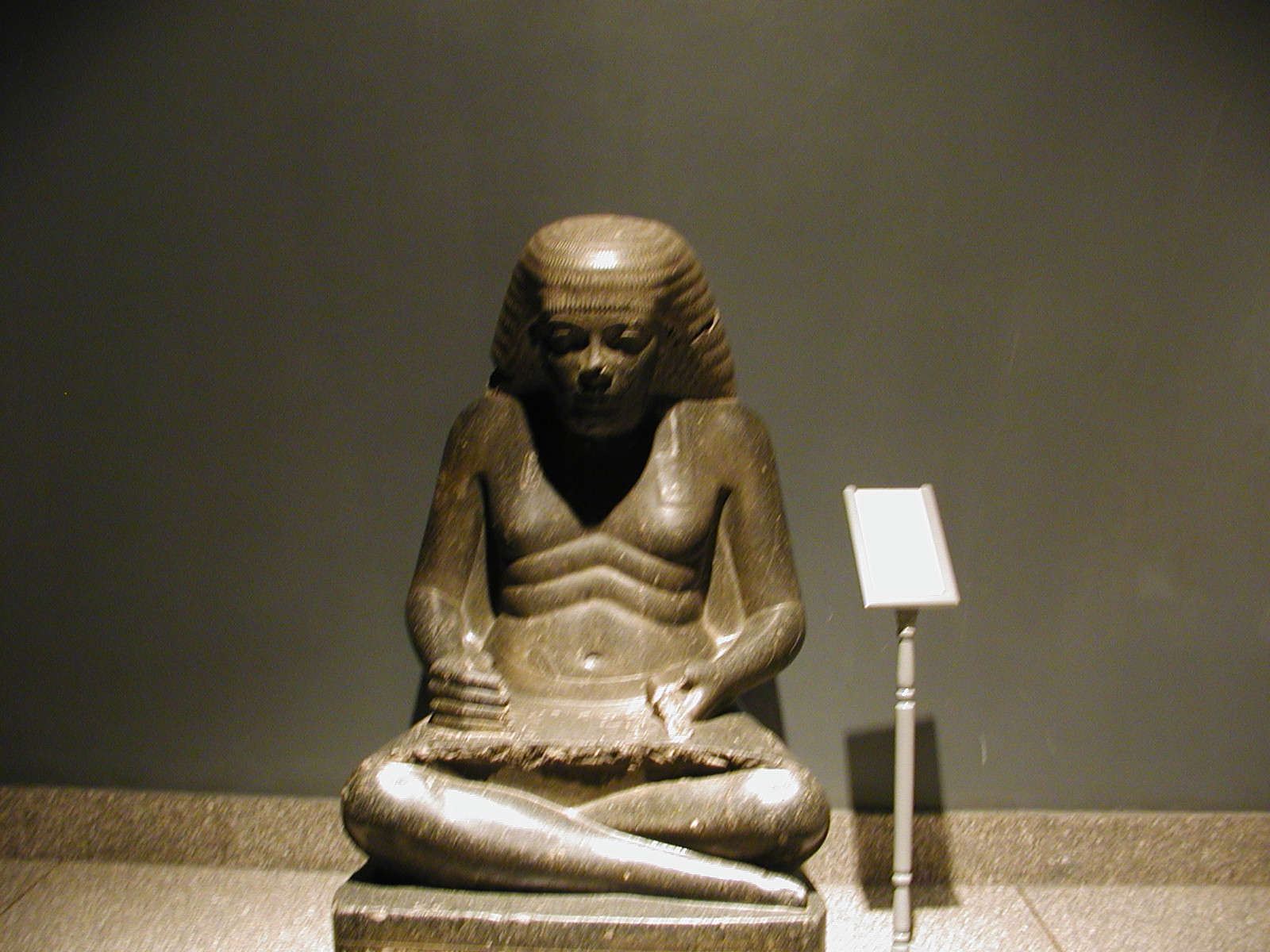
正在莎草紙上書寫的埃及抄書吏

抄書吏是古埃及的官僚政治制度中的重要管理階層，在埃及詞語中意指「書寫之人」，或sesh,他們通常利用莎草紙進行紀錄和計算（使用圣书体或僧侣体作为书法，在公元前最后千年中叶使用世俗体作为商业上的速记）。书吏的儿子们会被送入学校，在录取为公务员后，继承父辈职务。埃及的書吏掌握紀錄、計算、測量、檢查、裁判等行政權力，在古埃及的官僚政治中是重要的中堅份子，抄書吏們在穀物生產、儲存運輸、烘焙麵包、釀酒、分配等過程中，都會介入進行管理和監督，由於古埃及人民的工資口糧是由國家統一分配，並長期進行以物易物的交易方式，因此抄書吏們的管理工作對維持政府行政和社會秩序是極重要的。在諸如金字塔的巨大建築工作上，抄書吏的作用不亞於監工或工程師，如此多的工人和物質，都是在抄書吏們的統一管理之下才得以運作。
抄書吏在古埃及的社會地位頗高，並成為一種有職業規範和意識的專業人士。抄書吏和貴族來往或為貴族工作，不需要缴税、充军。當時的俗話說：「做一個書吏，你的四肢將變的健壯，你的手將變得柔軟，你將身穿白衣榮耀地走在前面，而大臣們向你行禮。」，許多貴族亦把「抄書吏」這個職稱當成他們介紹自己頭銜的一部分。抄书吏的相伴职业包括制作浮雕的绘画家、艺术家等。抄书吏不需要从事底层阶级的重体力劳动，如徭役等。
埃及的抄書吏都受過專業的教育，要成為一名抄書吏在當時是頗困難的事，也是平民想提升自己地位的有效途徑，想成為書吏者必須到專門的抄書吏學校或神殿中向祭司學習埃及的象形文字，除了文字教育之外，亦學習如何使用古埃及特殊的數學計算方式，古埃及數學中除了2/3，沒有分子大於1的分數，因此3/4就必須寫成1/2+1/4，分數、之間的加減和整數的除法變得很麻煩，而這部分的計算又剛好是計算分配量時的關鍵，但是埃及的抄書吏們能很有效地使用這種計算方式處理各種問題，在解決複雜數學問題時，他們會使用記載各種實例的計算手冊。
加汀納符號表中形容书吏“写作”的象形字，列在 Y3, 
| Y3 |

条目为“数学&音乐”。象形文字包括书吏的墨水调色版，竖直的笔架，装载颜料的皮袋子，主要是黑色与红色。
托特被古埃及人认为是写作神灵，是抄书吏的神，拥有科学以及道德的知识

## 在埃及和美索不达米亚的功能

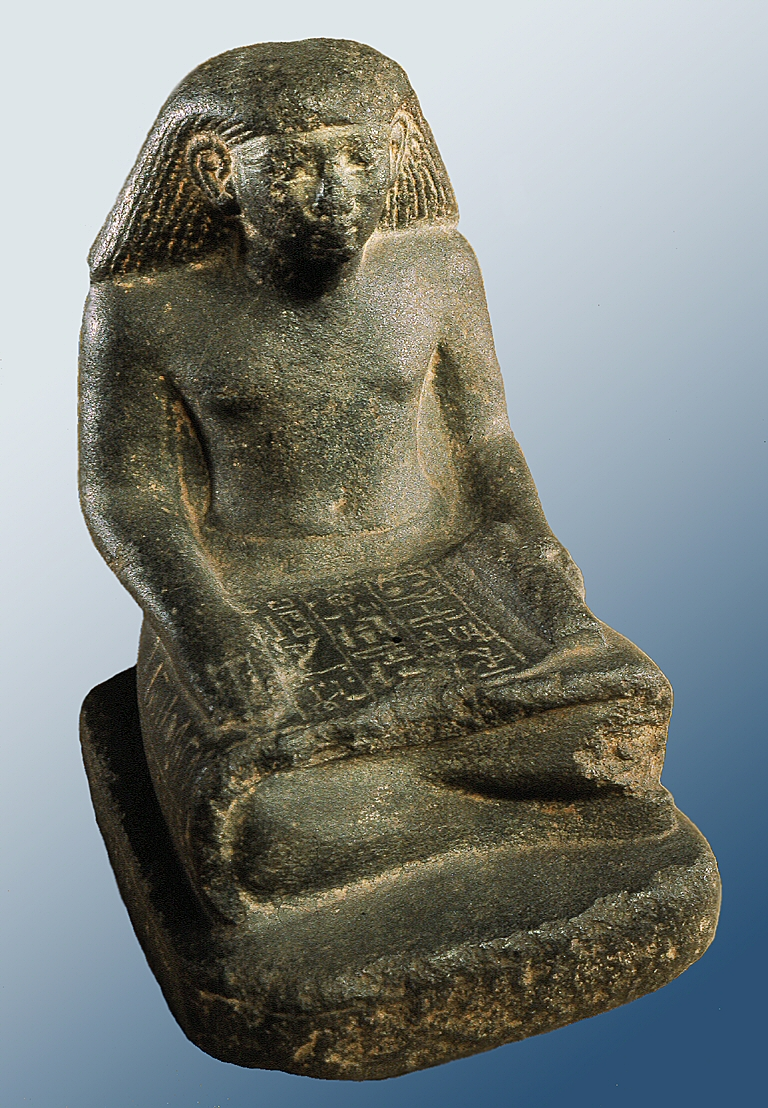
新王國時期早期雕塑纪念書吏Minnakht ("敏的力量")以及古代書吏如何读莎草纸的情形。巴爾的摩Walters艺术博物馆。

除了抄書吏职业中“会计”和“政治活动”的功能外，書吏职业立即分化为社会文化方面的文学等。第一个故事可能是社会宗教性的，但是文学种类随后增长。
古埃及的一个例子是是《男人与他的巴的辩论》(Dispute between a man and his Ba)。有的故事，如智慧书可能源于短篇小说，但由于写作只是在最近才被发明出来，它可能是以一定篇幅和形式来最先记录社会思想的物理方式。在美索不达米亚，苏美尔在公元3千年前开始创作这样的文学；在这些故事、宗教外，文字记录了一系列争议。苏美尔辩论的一个例子是《鸟儿与鱼的辩论》(debate between bird and fish)。其它苏美尔辩论，如《冬夏争辩》(debate between Summer and Winter)，夏天获胜。其它辩论如：牛与谷物争辩、树与芦苇争辩、银铜之辩、镐犁之辩、里程碑与gul-gul石争辩。

## 西班牙统治前的巴拉望、菲律宾
安东尼奥·皮加费塔在他的著作中，描述了巴拉望岛当地人的情形。他也提及这些人使用包括吹风管、矛等武器。在驻留的期间，他注意到斗鸡和拳头打斗。他也注意到当地人拥有自己的書写系统，包括13个辅音、3个元音、18个音节。他记載巴拉望国王有10位抄書吏，将国王的命令记录在树叶上。

## 古以色列
古以色列抄书吏是一个独特的职业，有类似律师、政府官员、法官、财务的功能，可以上溯到公元前11世纪。有的抄书吏抄写文档，但这不是他们的必须工作。
犹太抄书吏使用如下方式制作律法书副本，以及其它《塔纳赫》经文。
- 他们只能使用清洁的动物皮制品来撰写，修订文献。
- 每列文字不得少于48行，不得多于60行。
- 墨水必须是黑色的，配料独特。
- 他们必须在写每一字时大声朗读出来。
- 每次在写上帝圣名前，他们必须清洁书写用笔、净身。
- 他们必须在30天内对文字做出校对，如果有3页文字需要修改，则整片手稿都必须重新返工。
- 字符、词汇、段落都必须计数，如果有两个文字相互接触，文章作废。文章、字词都必须与原始文档对应。
- 文档必须在圣所存放。
- 由于包涵上帝字眼的文档不得被破坏，文档只能保存，或是埋在密库里。

### 精确性
在1948前，最早的《希伯來聖經》定年在公元895年。1947年，一个牧童在死海西面的洞穴里找到了一些经文。这些经文被定格在公元前100年到公元100年左右。在随后的几十年中，人们在洞穴中发现了更多的经文，并被称之为死海古卷。除了《以斯帖记》以外，《希伯來聖經》的所有经典篇章都在其中。许多副本也被发现，如25份《申命记》副本。
虽然死海古卷中的其它文献不在目前的《希伯來聖經》，文献从整体上来看证明了书吏长年累月地抄写文字，虽然其中出现了变体和笔误。目前，死海古卷是《希伯来圣经》在翻译的精确性、一致性上最佳的对比材料，这是因为它是至今最古老的文献版本了。

## 脚注
1. ↑  "Scribes", Life in Ancient Egypt, Carnegie Museum of Natural History: .   [2013-07-31]. （原始内容存档于2009-01-25）.. Retrieved 29 January 2009.
2. ↑  Michael Rice, Who's Who in Ancient Egypt,  Routledge 2001, ISBN 0-415-15448-0, p.lvi
3. ↑  Peter Damerow, Abstraction and Representation: Essays on the Cultural Evolution of Thinking, Springer 1996, ISBN 0-7923-3816-2, pp.188ff.
4. ↑  David McLain Carr, Writing on the Tablet of the Heart: Origins of Scripture and Literature, Oxford University Press 2005, ISBN 0-19-517297-3, p.66
5. ↑  Kemp, op.cit., p.180
6. ↑  Kemp, op.cit., p.296
7. ↑  Budge, E. A. Wallis. The Gods of the Egyptians. New York: Dover Publications, 1969 (original in 1904).
8. ↑  .   [2013-10-14]. （原始内容存档于2013-10-22）.
9. ↑  .   [2013-10-14]. （原始内容存档于2020-02-11）.
10. ↑  .   [2013-10-14]. （原始内容存档于2013-11-05）.
11. ↑  .   [2013-10-14]. （原始内容存档于2017-03-07）.
12. ↑  Bruce Metzger and Michael Coogan, eds., The Oxford Companion to the Bible.
13. ↑  "A History of the Jews", Paul Johnson, p. 91, Phoenix, 1993 (org pub 1987), ISBN 1-85799-096-X